# Qorovul
Qorovul (uzbeko: Qorovul; russo Кошкупыр) è una città dell'Uzbekistan. È il capoluogo del distretto di Urgench nella regione di Xorazm.